# 卡韦内克-朗韦泽阿克
卡韦内克-朗韦泽阿克（法語：Caouënnec-Lanvézéac，法語發音：[kawenɛk lɑ̃vezeak] ⓘ）是法国阿摩尔滨海省的一个市镇，位于该省西北部，属于拉尼永区。该市镇于1974年由原市镇卡韦内克（Caouënnec）和朗韦泽阿克（Lanvézéac）合并而成。

## 地理
卡韦内克-朗韦泽阿克（48°42'13"N, 3°22'32"W）面积7.07 平方千米，位于法国布列塔尼大區阿摩尔滨海省，该省份为法国西北部沿海省份，位于布列塔尼半岛北部，北濒大西洋英吉利海峡，西接菲尼斯泰尔省，南至莫尔比昂省，东临伊勒-维莱讷省。
与卡韦内克-朗韦泽阿克接壤的市镇（或旧市镇、城区）包括：卡旺、拉尼永、康佩尔旺、罗斯佩兹、通凯代克。

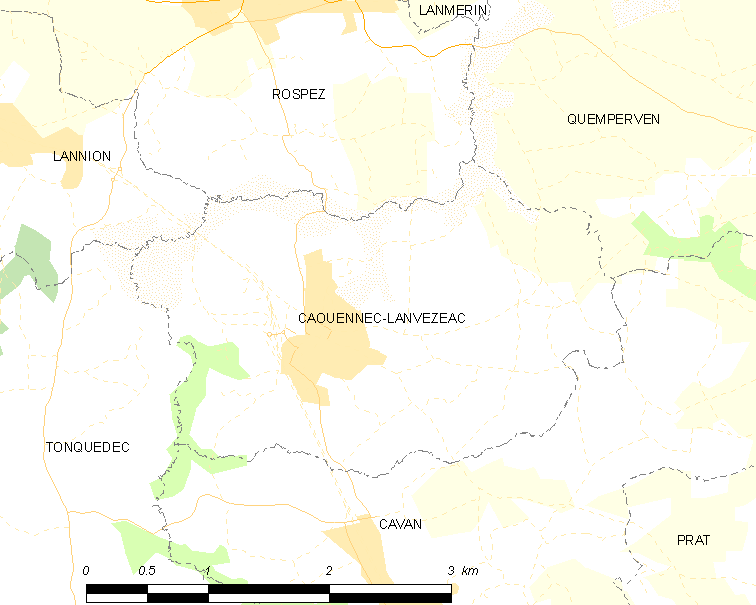
卡韦内克-朗韦泽阿克的OSM定位图

卡韦内克-朗韦泽阿克的时区为UTC+01:00、UTC+02:00（夏令时）。

## 行政
卡韦内克-朗韦泽阿克的邮政编码为22300，INSEE市镇编码为22030。

## 政治
卡韦内克-朗韦泽阿克所属的省级选区为贝加尔县。

## 人口

1962-2008年间卡韦内克-朗韦泽阿克人口变化图示

卡韦内克-朗韦泽阿克于2022年1月1日时的人口数量为904人。